# Bródy Imre (fizikus)
Bródy Imre (Gyula, 1891. december 23. – Mühldorf, 1944. november 25.) zsidó származású magyar fizikus, kémikus, feltaláló, a modern kriptongázas villanylámpa kifejlesztője.

## Élete és munkássága
Édesapja Bródy Adolf, akinek jól menő ügyvédi irodája volt Gyulán, édesanyja Steinfeld Róza. A családnak több ismert tagja is volt, így Bródy Sándor író és Bródy Ernő országgyűlési képviselő. Az elemi, majd a polgári iskola első osztályát szülővárosában végezte, 1902–1909 között pedig Aradon, az állami főgimnáziumban tanult.
A fővárosban 1909–1913 között volt a budapesti Királyi Magyar Pázmány Péter Tudományegyetem matematika-természettan szakos hallgatója. Tanári oklevelet – a gyakorlóév letöltése után – 1915-ben kapott.
Az „Egyatomos ideális gázok chemiai constansának elméleti meghatározása” című értekezése megvédésével 1918. június 13-án minősítésű bölcsészdoktori oklevelet kapott. A doktori szigorlaton fizikai, kémiai és matematikai tudását Eötvös Loránd, Buchböck Gusztáv és Fejér Lipót summa cum laude kitüntetéssel jutalmazta. 1919-ben tanársegéd lett a Pázmány Péter Tudományegyetemen, majd 1920–1922 között a göttingeni egyetemen Max Born munkatársa volt, tanársegédi beosztásban. Bródy bemutatkozásul egy szemináriumon az 1918-ban megvédett doktori értekezését ismertethette az egyatomos ideális gázok kémiai állandójának kiszámításáról. Ezután német nyelven is megjelent munkájával elismerést szerzett, és a jó rajt után, alig két év alatt hét tanulmánya jelent meg. A legfontosabb négyet Bornnal közösen írta. Ezekben annak a munkának a folytatásáról van szó, amit Born 1912-ben Kármán Tódorral kezdett el a kristályok dinamikájának Born–Kármán-elméletéről. A Born–Kármán-elmélet a rácspontok körüli kis amplitúdójú atomi rezgéseket mint kölcsönhatás nélküli fononokat tárgyalja. Max Born és Bródy Imre 1921-ben a fononok kölcsönhatását vizsgálták a perturbációszámítás módszerével. Ezzel lett a kristályok dinamikájának alapvető elméleti eszköze a Born–Kármán-modell.
A Born mellett töltött két évbe belefért még a kvantummechanika invariáns integráljainak tanulmányozása és a fázisátalakulásokért felelős fluktuációk elméleti vizsgálata. Göttingeni tartózkodása idején részt vett a Zeitschrift für Physik szerkesztésében is.
1922-ben Aschner Lipót kezdeményezésére, és Pfeifer Ignác meghívására hazajött Budapestre. Itthon 1923. július 1-jétől tagja lett az Egyesült Izzólámpa és Villamossági Rt. (ismertebb néven Egyesült Izzó) Pfeifer Ignác vezette kutatólaboratóriumának, és ennek maradt vezető munkatársa élete végéig.
1927-ben Benedek Marcell felkérésére közreműködött az Irodalmi Lexikon szerkesztésében.
Az izzólámpa tökéletesítésének fizikai, anyagtechnológiai problémáin dolgozott Kőrösy Ferenccel, Millner Tivadarral és Theisz Emillel együtt.
A hosszú kísérletsorozat bebizonyította, hogy az argonnal töltött lámpákban az argon és a volfrámgőz nem gázdiffúzió, hanem a termikus diffúzió szabályai szerint keveredik. Bebizonyította, hogy az argon, illetve a nitrogén helyett nagyobb molekulasúlyú védőgázt kell használni. Kriptonkísérleteit 1929-ben kezdte el, miután elméleti úton felismerte, hogy a kriptongáz az argonhoz képest – melyet addig töltőgázként használtak az izzólámpákban – kb. 10–20% hatásfokjavulást eredményez.
Leghíresebb eredménye a kriptonlámpa feltalálása. Az 1930-as szabadalmaztatás után a gyártás még sok technikai kérdés, köztük a kripton ipari előállításának megoldását követelte.
Első feladat volt megfelelő módszer kidolgozása a kripton olcsó előállítására. Bródy Kőrösy Ferenccel közösen, Selényi Pál közreműködésével egy évi munkával megállapította, hogy a levegőben 1,5 milliomodrész kripton található. Nem túl biztató feladat 1000 köbméter levegőből 1-1,8 liter kripton kinyerése úgy, hogy a kriptonizzó ne kerüljön sokkal többe az argontöltésűnél.
William Ramsay már 1898-ban vont ki a levegőből kriptongázt, de csak elhanyagolható mennyiségben. Bródy a kriptongyártást termodinamikai meggondolások alapján oldotta meg. A probléma megoldása során Kőrösyvel színképelemzéssel meghatározta a levegő kripton és xenontartalmát, majd Polányi Mihállyal és Orován Egonnal kidolgozták az ipari eljárást.
Az „Eljárás nehéz nemesgázok előállítására” című szabadalom lényege hogy a levegőből az oxigén forráspontjánál alacsonyabb hőmérsékletű levegővel kimosták az oxigént, majd a maradékból cseppfolyósítás után kiválasztották a nemesgázokat.
Nem elhanyagolható szerepet játszott a későbbi a külföldi tárgyalásokon Orován Egon is.
A kriptonizzót az 1937-es Budapesti Ipari Vásáron mutatták be. Ez volt a vásár egyik szenzációja. Még ebben az évben megjelent a kriptonizzó a külföldi piacon is. Az ajkai kriptongyárat 1937-ben adták át. A gyár létesítési költségei 1 847 000 pengőre rúgtak, viszont sikerült előállítani kriptont 1 pengő 26 filléres literenkénti áron. Bródy egyik munkatársával, Theisz Emillel igen hosszas kísérletet végzett a kriptonlámpa optimális formájának kialakítására. Végül a búra méretének csökkentésével sikerült jelentős kriptonmegtakarítást elérni.

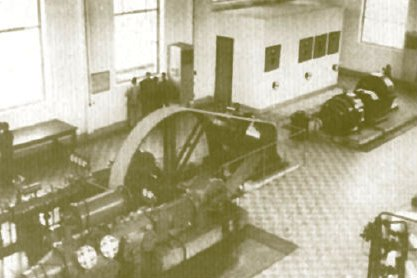
A világ első kriptongyárának gépterme

Az ajkai kriptongyár az Egyesült Izzó tulajdona volt, azonban külföldi szabadalmak használata miatt Bródynak évekig kellett küzdenie az ellentétes érdekekkel. 1941-re Bródy Imre és Mihálovits Tibor új kriptongyártási eljárást dolgoztak ki, és az Izzó vezetése komolyan fontolóra vette új kriptongyárak létesítését, csupán a háborús bizonytalanságok miatt mondott le róla. Az önköltség csökkentése érdekében azért még háborús körülmények között is létrehozta az Ajkai Hőerőművet, megvásárolta az Ajkai Kőszénbánya Rt. teljes tulajdonjogát és 1941-ben indult meg az áramtermelés. Az ajkai üzemben 1937. október 23-án ünnepélyes keretek között indult meg a hazai kriptongyártás. Ez volt a világ első, ténylegesen működő kriptongyára. 1938 tavaszán már folyamatos volt a termelés, és havonta 17,5 m³ kriptont termeltek.
A rácsdinamika és a kriptonizzó Bródy nagy, és részben szó szerint látványos eredményei. Foglalkozott az izzószálak hosszúságának és súlyának hatásával; volfrámporok lerakódásával; vasdrótok üveghez illeszthetőségével; különféle lámpatípusok élettartamával; izzólámpák ingadozó feszültség melletti égésével; Neumann Mihállyal (Neumann János testvérével) közösen túlnyomásos lámpák előállításának lehetőségét kutatták. Részt vett az Ortvay kollokviumokon – előadást tartott a fémek elektronelméletéről.

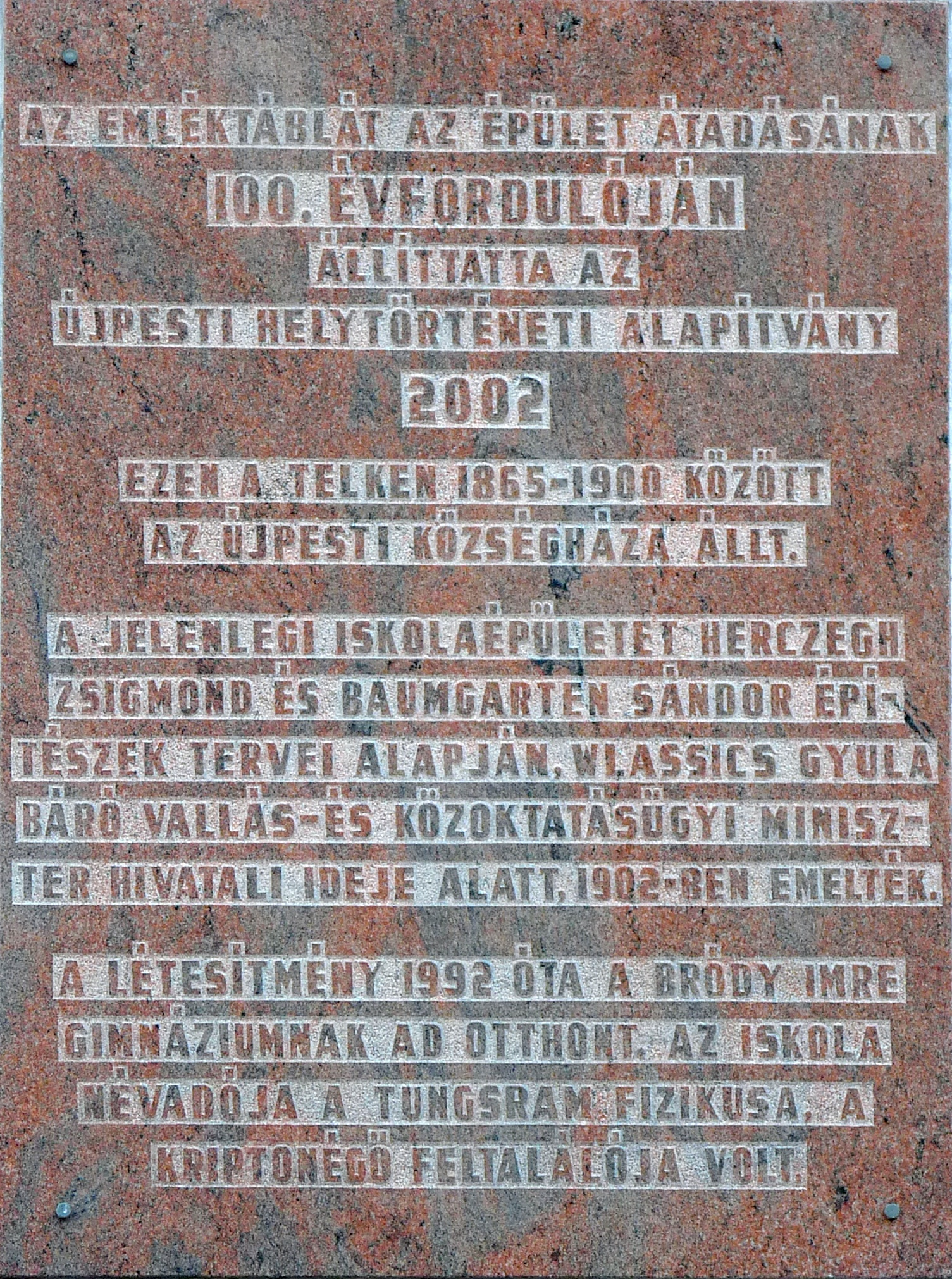
Emléktáblája a Bródy Imre Gimnázium falán

Az 53 éves Bródy Imre alkotó erejének teljében volt, mikor 1944-ben Magyarország német megszállása után megkezdődött a magyar zsidóság elhurcolása.
Bródy Imre számára Bay Zoltán mentességet szerzett, de ő osztozott családja sorsában, hozzájuk csatlakozva önként a biztos halálba ment. Elfogása után családjával együtt a bajorországi Mühldorfba szállították. Bródy asztalosként volt nyilvántartva a munkatáborban, valószínűleg a könnyebb munka reményében és csak később, az amerikai hadsereg feljegyzéseiben szerepel mérnökként a neve.
Halálát végül a lágerben uralkodó embertelen higiénés és munkakörülmények okozták. 1944. november 11-én tífuszjárvány miatt több társával elkülönítő karanténba vitték, majd a feljegyzések szerint 1944. november 25-én enterocolitisben, vékony- és vastagbélgyulladásban halt meg (halotti anyakönyvi bejegyzésében a halál okaként "politikai gyilkosság" szerepel). Sírja a mai napig Mühldorfban található a felekezeti tömegsírok között, melyeket a helyi szervezetek gondoznak. Felesége Strausz Sarolta volt.

## Emlékezete

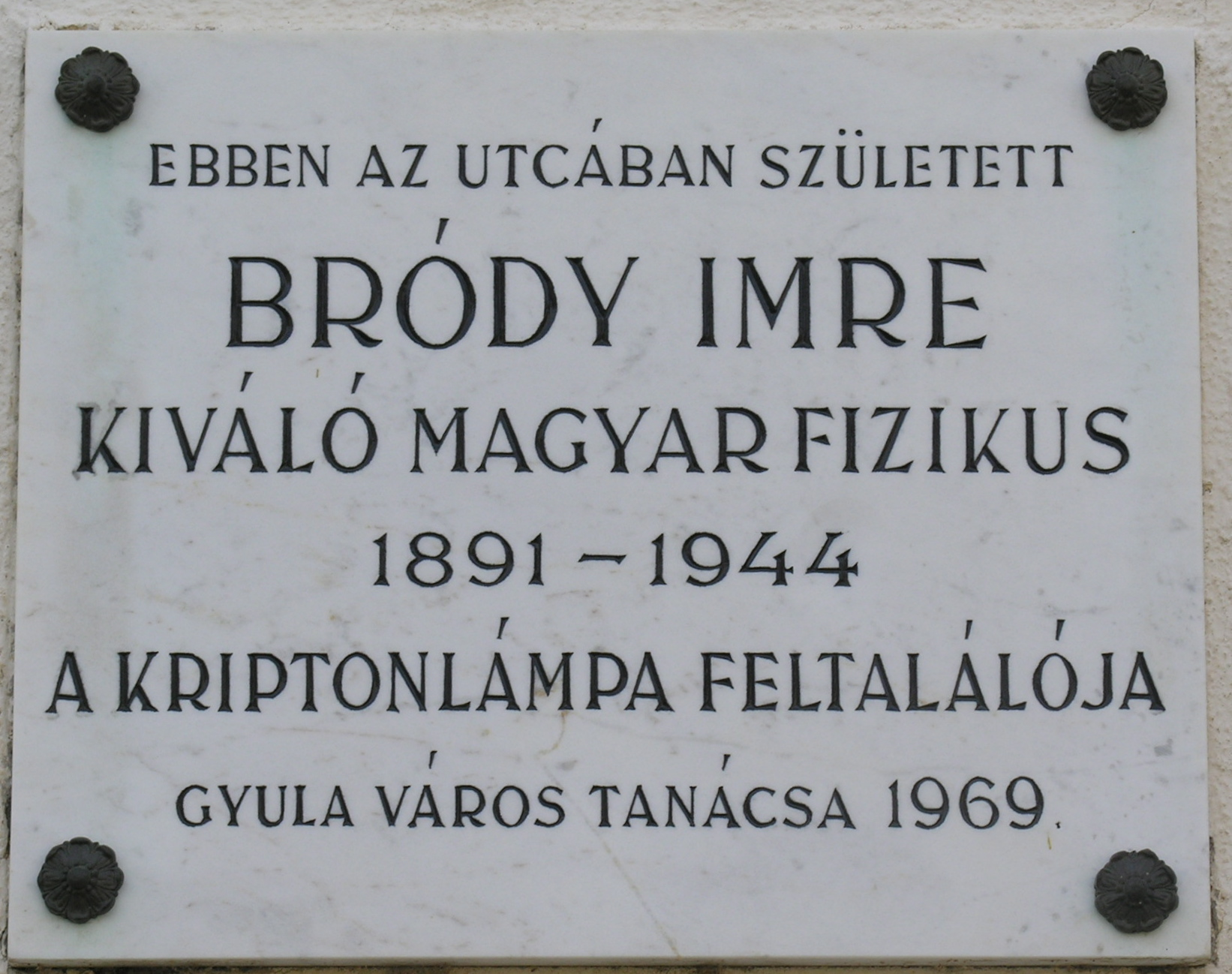
Emléktáblája Gyulán

- Tiszteletére az Eötvös Loránd Matematikai és Fizikai Társaság 1950-ben Bródy Imre-díjat alapított.
- Újpesten, Ózdon és Ajkán egy gimnázium, illetve Újpesten és Ajkán egy-egy utca is viseli nevét.
- Szülővárosában emléktáblát helyeztek el a Blanár László utca 1. alatt.
- 2023 óta nevét őrzi az 562936 Bródyimre kisbolygó.[4]